# Prutz (gmina)
Prutz – gmina w Austrii, w kraju związkowym Tyrol, w powiecie Landeck. Leży w Alpach, na powierzchni 9,74 km², na wys. 864 m n.p.m. Liczy 1734 mieszkańców (1 stycznia 2015), a gęstość zaludnienia wynosi 178 osób na km². Rada gminy liczy 13 członków (dane z 2009).
Sąsiednie gminy to: Faggen, Fendels, Fließ, Kauns, Ladis oraz Ried im Oberinntal.

## Położenie
Prutz leży przy ujściu doliny Kaunertal na obszarze zwanym Oberes Gericht, najwyższej, tyrolskiej części doliny Innu. Przez Prutz przepływa strumień Faggenbach. Gmina korzysta także z pobliskiej elektrowni wodnej Gepatschspeicher.

## Historia
W miejscu Prutz już od czasów karolińskich istniała gospoda przydrożna, a potem stacja pocztowa. Pierwsze wzmianki o gminie pochodzą z roku 1028. W gminie stoi późnogotycki kościół farny, przebudowany w XVII wieku w stylu barokowym. W 1903 pożar strawił większą część miejscowości. Mimo to w centrum zachowała się typowa tyrolska zabudowa ze stojącymi ściśle obok siebie domami.